# Zelda Williams
Zelda Rae Williams (nascuda el 31 de juliol de 1989) és una actriu americana.

## Biografia
Zelda va néixer a Nova York. És filla de l'actor Robin Williams i de la seva segona dona, Marsha Garces Williams. Robin Williams va dir que li havia posat el nom en honor de la Princesa Zelda de la saga de videojocs The Legend of Zelda. La seva mare és d'ascendència filipina i finesa.
Va debutar com a actriu als 5 anys. Amb 15 anys, Williams va actuar a la pel·lícula de 2004 House of D juntament amb el seu pare i Anton Yelchin. El juny de 2011, tant Zelda com Robin van aparèixer a l'anunci del joc The Legend of Zelda: Ocarina of Time 3D per la Nintendo 3DS. L'octubre de 2011, va ser la presentadora del London Zelda Symphony Concert, que marcava el 25è aniversari de la saga de videojocs.
Va aparèixer a la llista de 100 persones més belles de la revista People l'any 2007. Surt al videoclip de Wynter Gordon "Buy My Love" i té un cameo al videoclip de Cobra Starship "You Make Me Feel", juntament amb el seu pare.
Williams anuncià que és obertament bisexual després d'estar en una relació amb Jackson Heywood durant un parell d'anys.

## Filmografia
| Any     | Títol                        | Paper                                | Notes                                |
| ------- | ---------------------------- | ------------------------------------ | ------------------------------------ |
| 1994    | In Search of Dr. Seuss       | Filla                                | Telefilm                             |
| 1995    | Nou mesos                    | Noia petita #3 a la classe de ballet |                                      |
| 2004    | House of D                   | Melissa                              |                                      |
| 2008    | Were the World Mine          | Frankie                              |                                      |
| 2009    | Don't Look Up                | Matya                                |                                      |
| 2010    | See You on the Other Side    | Zoey Meola                           | Curtmetratge                         |
| 2010    | Jezuz Loves Chaztity         | Chaztity                             | Curtmetratge                         |
| 2010    | Detention                    | Sara                                 |                                      |
| 2011    | Stupid Questions             | Lucy                                 | Curtmetratge                         |
| 2012    | A Beer Tale                  | Kelly                                |                                      |
| 2012    | Noobz                        | Rickie                               |                                      |
| 2012    | Checked Out                  | Marissa                              | Episodis: "1.1", "1.2", "1.3", "1.4" |
| 2013    | Teen Wolf                    | Caitlin                              | 2 episodis                           |
| 2014    | Never                        | Nikki                                |                                      |
| 2014    | The Legend of Korra          | Kuvira (veu)                         | 11 episodis                          |
| 2015-16 | Teenage Mutant Ninja Turtles | Mona Lisa (veu)                      | 4 episodis                           |
| 2016    | Dead of Summer               | Drew Reeves                          |                                      |
| 2016    | Girl In The Box              | Janice Hooker                        | Telefilm                             |
| 2017    | Dark/Web                     | Cheshire                             | 2 episodis                           |
| 2017    | Stitchers                    | Zelda                                | 1 episodi                            |
| 2018    | Transformers: Cyberverse     | Windblade (veu)                      |                                      |

| Any  | Títol                                         | Paper            |
| ---- | --------------------------------------------- | ---------------- |
| 2016 | King's Quest - Chapter III: Once Upon A Climb | Amaya Blackstone |